# 흰호랑이
흰호랑이 또는 백호(白虎)는 보통 황갈색을 띤 일반적인 호랑이와는 달리, 흰색에 검은 줄무늬가 있는 호랑이를 말한다. 현재 동물원에 있는 흰호랑이는 모두 인도호랑이의 일종이다. 시베리아호랑이 등의 다른 아종에서는 1999년 대한민국의 서울대공원에서 베라라고 하는 백호가 태어났다. 시베리아호랑이중에서 처음으로 태어난 것이다. 베라는 2003년까지 서울대공원에서 살다가 남북동물교류사업의 일환으로 조선민주주의인민공화국의 평양 중앙동물원으로 기증되었다. 서울대공원의 시베리아백호는 1마리 더 있었으나, 2013년에 죽었다.
백호는 열성유전자이기 때문에 자연 상태에서는 줄어들 수밖에 없다. 보통 호랑이들에 비해 시력이 턱없이 낮으며 수명은 동물원에서 잘 보호하면 20여 년, 야생 상태에서 10~15년인 황색호랑이와 비슷하다.

## 같이 보기
- 호랑이
- 고양이 털 유전학
- 근친교배
- 백호